# 崖海鴉

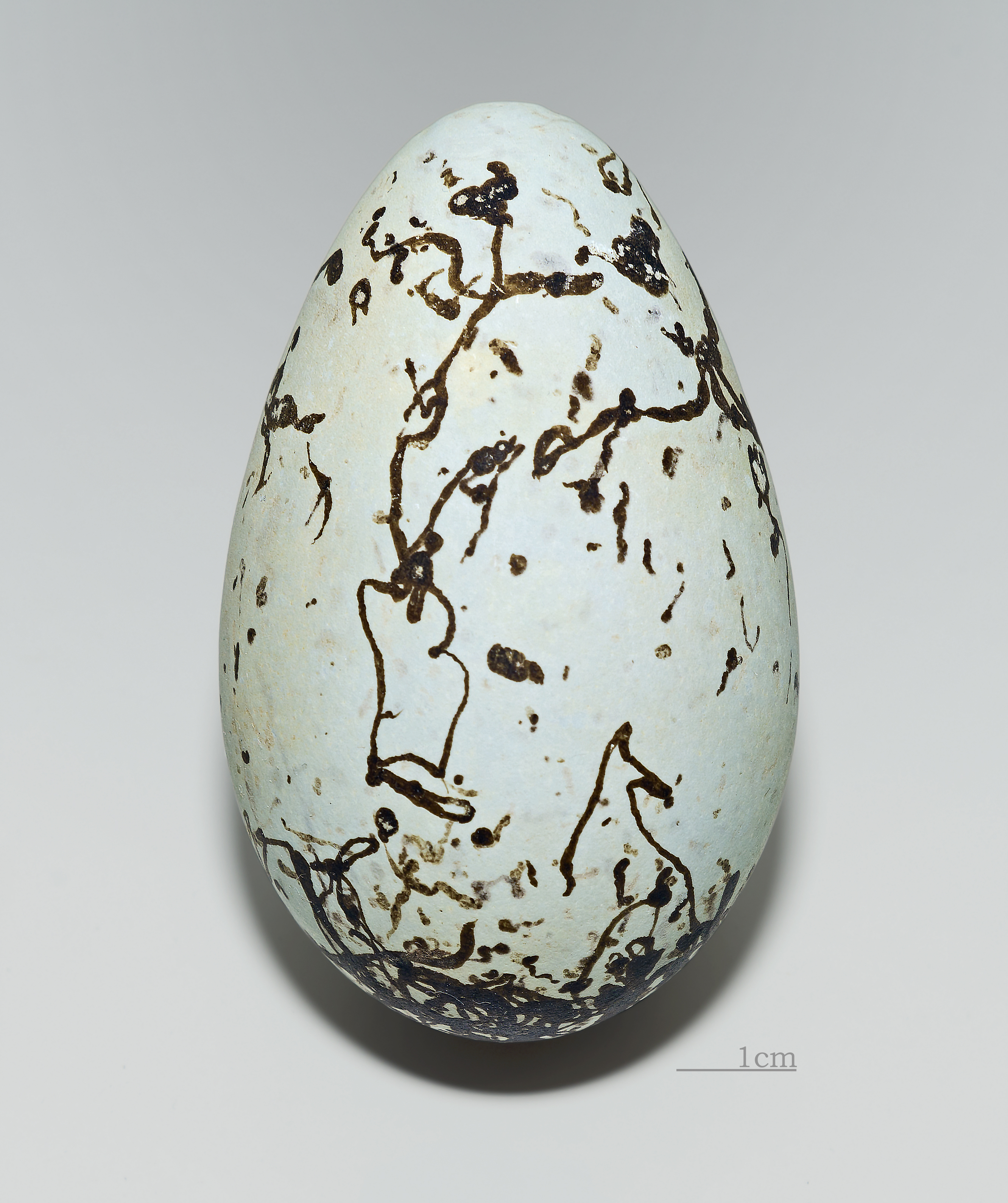
Uria aalge

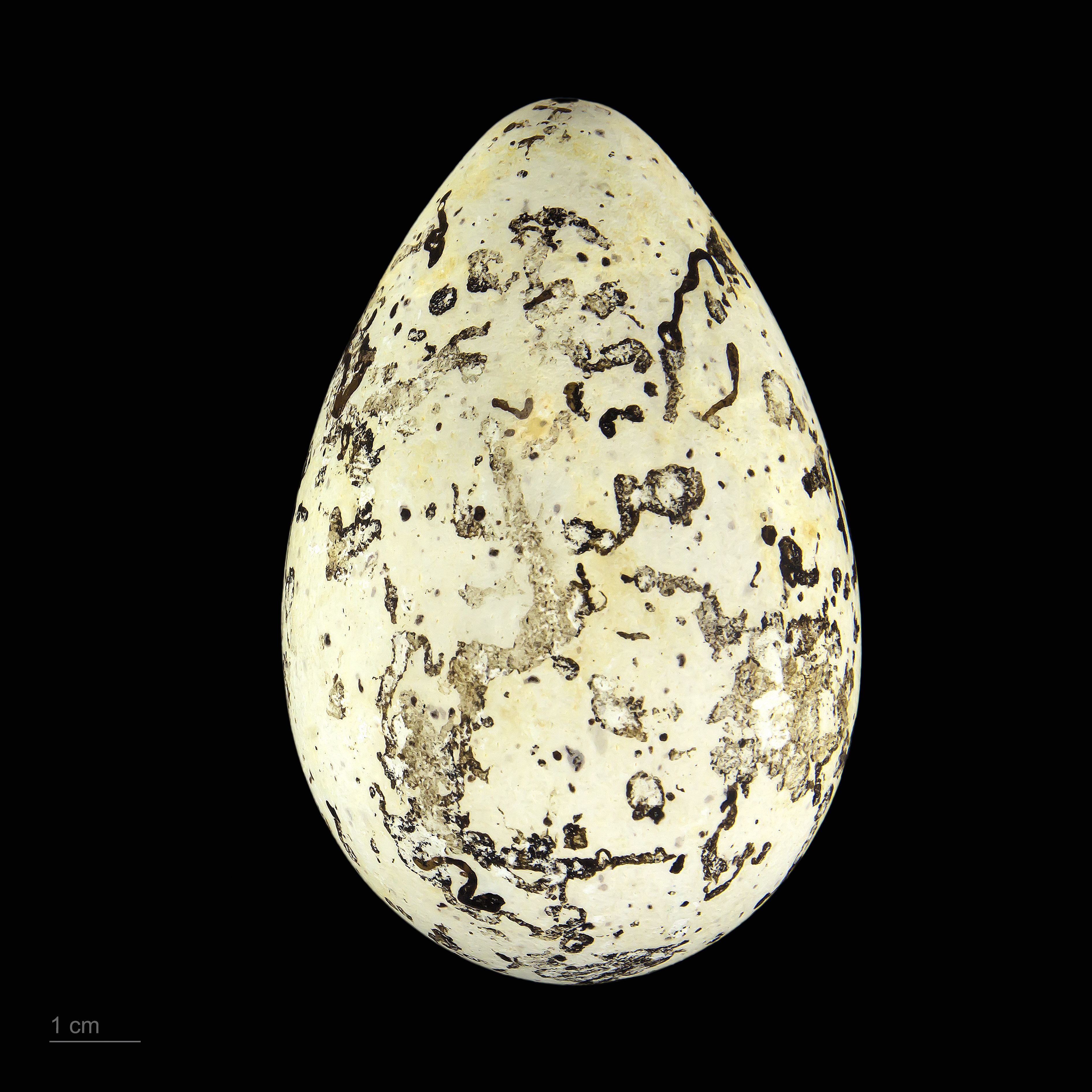
卵 Uria aalge aalge

普通海鴉（学名：Uria aalge），又名崖海鸦，为海雀科海鸦属下的一个种。
普通海鸦是一种大型海雀科鸟类，在北美洲又称作尖嘴海鸦，栖息于北极圈附近的北大西洋和北太平洋的近北极海域和北温带海域，寿命大约为20年。普通海鸦大部分时间生活在海里，仅在繁殖期生活在悬崖和海岛上。
普通海鸦有翅膀可用于飞翔但不灵活，在水里游泳时异常灵活。其经常潜入30-60米的水下，有记录显示其潜水最深可达180米。
普通海鸦常常成群生活，种群密度很高，以至于繁殖期的海鸦可与相邻的海鸦发生身体触碰。普通海鸦不筑巢，每次产卵一枚。卵孵化于悬崖边的岩石上，通常需要30天时间。卵孵化后，幼鸟全身有绒毛，需要10天时间才能自主调节体温。孵化20天后，幼鸟离开孵化地点去海里生活，但不会飞翔，只能靠扑动翅膀在空中滑翔。幼鸟一旦入水就开始潜水。雌鸟会在孵化地点等待约14天直至幼鸟返回。雌鸟和雄鸟在繁殖后会换毛，在1-2个月内无法飞翔。生活在南部的一些海鸦在冬季仍会时不时回到产卵地点；而生活在更靠北的海鸦在离群更远的地方过冬。

## 分类学
在分类学上，普通海鸦于海鸥和燕鸥有亲缘关系。海鸦属于海雀科海鸦属，与厚嘴海鸦，小海雀，已经灭绝的大海雀同属。
其名称来自于希腊语Ouriaa（海鸟）和丹麦语中的aagle。英语guillemot来自于法语，可能和词语william有关。Murre一词来源不详，可能来自于guillemot的读音。

## 形态
普通海鸦身长38-46厘米，翼展61-73厘米。雄鸟和雌鸟大小和体重相当，南部种群体重大约为945克，北部则为1044克。有记载，其体重约在775-1250克之间。在繁殖季节，其头部、背部和翅膀羽毛为黑色，腹部为白色，细而发黑的喙和小而圆的尾羽。换毛之后，其面部为白色，眼后为有黑色的点状羽毛分布。在英国南部分布的海鸦具有深黑色的外观，灰色的脚和深灰色的喙。偶尔也能见到黄/灰色脚的成鸟。2008年5月，曾有人发现某只普通海鸦具有亮黄色喙。
成鸟换毛一般发生在12月至次年2月。度过出生后第一个冬天时，幼鸟羽毛颜色与成鸟相同，之后开始换毛。一岁的幼鸟能将羽毛颜色保持至5月，换毛后其最初的白色羽毛仍会部分残留于其喉部。一些生活在北大西洋海域的普通海鸦，其眼部周围羽毛为白色环状，向后延伸成白色线状。这些特征有利于区分来自于不同种群的海鸦。幼鸟背部有黑色的绒毛，腹部为白色。12天后，除开头部，其余羽毛逐渐生长齐全。15天后，其眼部长出黑色条状羽毛，而喉部和面颊羽毛则为白色。
- 飞翔技能：普通海鸦可依靠快速的扇动翅膀飞翔，速度约为80公里/小时。经常可见成群的海鸦在海面上飞翔。但是其翅膀最大负荷仅为2 g/平方厘米，表明其翅膀不够灵活，造成起飞困难。在第一次换毛后45-60天内，海鸦无法飞翔。
- 骨架结构：普通海鸦在水下依靠翅膀的运动而前进，其潜水时间常常少于一分钟，但可潜行30米。

## 习性和行为
- 捕食：普通海鸦可离开栖息地100公里寻找食物，在食物充足时则就近捕食，平均一天须摄入20-32克的食物，经常将食物从头吞入。其食谱包括体长约20厘米的鱼类，如极地鳕鱼，大西洋鳕鱼，毛鳞鱼，玉筋鱼，西鲱鱼等，最钟爱的食物为大西洋鳕鱼，毛鳞鱼，玉筋鱼。有时，其也会捕食有壳软体动物，乌贼，蛇形尖嘴鱼和片脚类动物。
- 交流：其通过不同的叫声进行交流，可发出轻柔的咕噜咕噜声。

## 繁殖行为

### 种群
普通海鸦可密集地聚集在一起繁殖，有时可见20对成鸟聚集在一起。成鸟在4-10岁时具有繁殖能力，但多数在6-7岁时繁殖后代，成鸟9-10岁时其后代存活率最高（70%）。6-15岁的成鸟年度存活率为89.5%。普通海鸦的种群密度比厚嘴海鸦更高，配偶或邻居间可相互整理羽毛，该行为可减少寄生虫的产生并促进种群交流。此外，整理羽毛可起到降低环境负面刺激的作用，其频率减低可导致相互间的争斗和繁殖成功率降低。

### 求偶
求偶活动包括低头，鸟嘴接触和互相整理羽毛。雄鸟将头部熟起来，发出求偶的鸣叫来吸引雌鸟。通常配偶是一夫一妻制，如果繁育失败则配偶分开，各自寻偶。

### 鸟蛋
鸟蛋较大，约为雌鸟重量的11%，一端较为尖锐。该形状可能有几个作用：滚动时可发生旋转式滚动而不会跌落至岩石之外；孵育时有更高的热传递效率；幼鸟发育更快；大头一端朝向悬崖可减少邻居的影响；从大头一端孵出时，幼鸟可不受到另一端的粪便的污染。
大西洋海鸦在5-7月间产卵，而太平洋海鸦则在3-7月。雌鸟在产卵两周前就减少海岸边的停留时间。雌鸟以一种类似于“凤凰”站立的姿态产卵，该过程需要5-10分钟，鸟蛋的小头一端先离开母体。鸟蛋的颜色各异，包括白色，绿色，蓝色和点状的棕色，有助于亲鸟寻找。产卵后，雄鸟和雌鸟会轮流孵蛋（每次1-38小时），28-34天后蛋会孵化。
鸟蛋会被乌鸦和海鸥作为食物偷走，也会在相互打斗中摔破，此时雌鸟会再下一枚蛋。第二枚蛋更轻，蛋黄更少，孵育出的幼鸟生长的更快，但更小，更虚弱一些。

### 幼鸟的生长
幼鸟长大过程中，亲鸟会交替出去捕食，但至少有一只亲鸟会陪伴幼鸟，10-30%的时间亲鸟均陪伴着幼鸟。食物会均匀的分配，如分配不均则会导致配偶分开。捕食后，海鸦每次只能携带一条鱼，并将鱼藏于喙中，喂养给幼鸟。在种群中，成鸟经常发生喂养非亲幼鸟的行为，尤其当幼鸟长大以后。失去幼鸟的成鸟有时也会将食物带回巢穴，喂养给其他幼鸟。在食物极端缺乏的时候，海鸦群落会崩溃。成鸟会离开幼鸟而去寻找食物，失去看管的幼鸟会被其他成鸟攻击而死亡。
16-30天后，幼鸟会离开巢穴，扇动翅膀滑翔进入海面。一旦幼鸟离开了巢穴，雄鸟会在2-3个月内时刻伴随其左右。幼鸟会在学习飞翔后2周内逐渐学会，之后雄鸟在海里教育和照顾幼鸟。在向南部迁徙中，幼鸟会在海水中游泳1000公里。此时，雌鸟一直在巢穴等待幼鸟的回归。

## 与人类的关系

### 污染
原油泄漏会导致哺育期成鸟的死亡，但对3岁以下的鸟影响较小。人类活动滋扰：攀岩和观鸟会影响海鸦的行为。为减少影响，有些悬崖会季节性关闭，禁止攀岩。
海鸦的正常哺育过程与鱼类的密度有直接关系，反映了海洋生态系统的健康程度。此外，人类曾将海鸦及其鸟蛋作为食物。

## 扩展阅读
- 維基物種上的相關：崖海鴉